# Onares
La Organización Nacional de Rodeos de la Educación Superior (Onares) es la organización que rige al rodeo universitario en Chile.

## Historia
Esta organización se creó en 1998 durante el Campeonato Nacional de Rodeo de aquel año. Se organizó el Campeonato Nacional de Rodeo Universitario con mucho éxito. Instituciones tales como la Universidad Austral, la Universidad Mayor, la Pontificia Universidad Católica de Chile, el Instituto Adolfo Matthei, la Universidad de Talca, entre otras, dijeron presente en aquella primera asamblea de ONARES. Cada vez más se fue incrementando el número de Instituciones participantes, llegando a 40.
El mayor logro de esta organización fue el campeonato alcanzado por Sebastián Walker en el Campeonato Nacional de Rodeo de 2003, que era alumno de la Universidad Católica.
Todos los años se realiza el Campeonato Nacional de Rodeo Universitario, organizado por ONARES.

## Directiva
- Presidente: Alfonso Bobadilla
- Vicepresidente: Jovino Novoa
- Secretario: Tomas Betancur
- Tesorero: Francisco Villela
- Directores: Diego Soto, Tomas Villela
- Directores Honorarios: Alejandra Navarro